# 一畑電車
一畑電車股份有限公司，常簡稱為一畑或畑電（ばたでん；Bataden），為位於日本島根縣的鐵路公司，擁有北松江線與大社線兩條鐵路路線。總部設於出雲市平田町雲州平田車站內。
公司目前所經營的鐵路業務過去原為其母公司一畑電氣鐵道所經營，2006年一畑電氣鐵道轉型為控股公司，因而將鐵路相關業務拆出轉給新設立的全資子公司「一畑電車」負責。
「一畑」的名稱則是源自位在出雲市境內的一畑藥師教團總本山一畑寺，由於一畑電氣鐵道最初所興建鐵路就是為了接送前往一畑寺參拜的旅客，因此以「一畑」作為名稱。
2010年時上映的日本電影《49歲的電車夢》以一畑電車作為劇情發展的主要場所，因而一度為一畑電車帶來知名度。

## 歷史
1900年代山陰地區的官設鐵道一路從京都往西延伸，在1910年延伸至出雲今市車站（現在的出雲市車站）後，致力於在日本各地開設鐵路的企業家才賀藤吉開始規劃在出雲周邊興建鐵路，最初原想開設通往出雲大社的鐵路，但由於國營鐵道同一時間也規劃了相同路線（後來成為西日本旅客鐵道大社線），因此在獲得一畑寺的支持後改規畫設立通往一畑寺的鐵路。
此段通往一畑寺的鐵路在1911年獲得鋪設許可後，於1912年成立一畑輕便鐵道，由才賀藤吉擔任首任社長；最初共同創立公司的人除了本地人士以外，包括才賀藤吉在內有半數來自關西地區，但在成立半年後才賀藤吉的才賀電機商會倒閉，因此實際上大部分的資金都是由本地人士所出資，其中也包括了期望可以改善前參拜交通的一畑寺本身。
工程於1913年開始進行，1914年完成今市至平田之間的路段後便開始營運，1915年全線通車。
1923年決定將鐵路繼續往出雲大社及松江市延伸，並先後在1924年及1926年取得許可，在規劃延長路線的同時也決定電氣化鐵路，因而公司在1925年更名為一畑電氣鐵道株式會社，電氣化於1927年完成，北松江線往松江方向至北松江車站（現在的松江宍道湖溫泉車站）在1928年完成，往出雲大社的大社線則在1930年啟用。
但是在第二次世界大戰期間，位於小境灘車站（現在的一畑口車站）和一畑車站之間3.3公里的路段被列為不要不急線，在1944年該路段的鐵軌被徵收後而被迫停止營運。

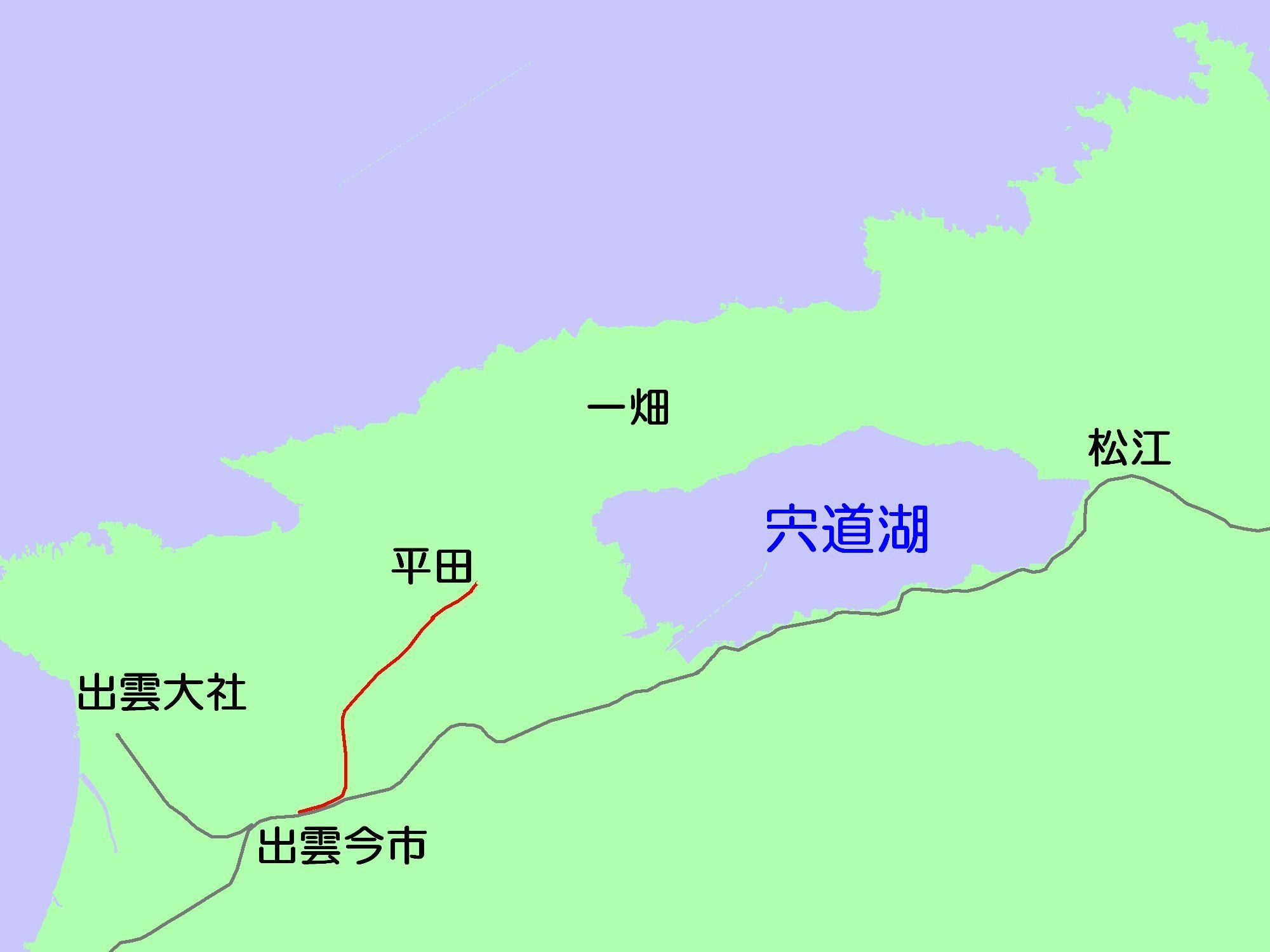
1914年先營運的出雲今市至平田之間的路線圖
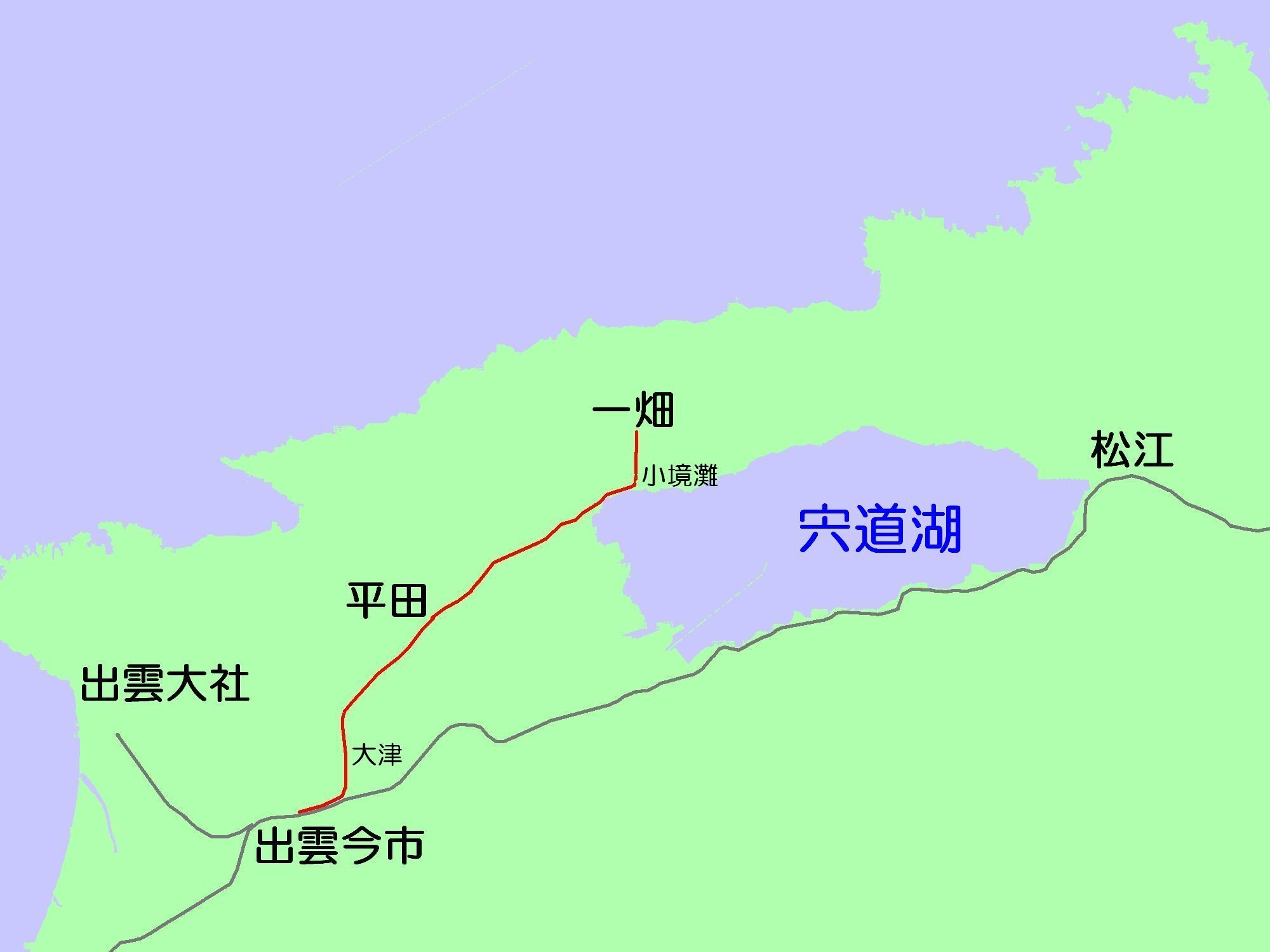
1915年平田至一畑間通車後的路線圖
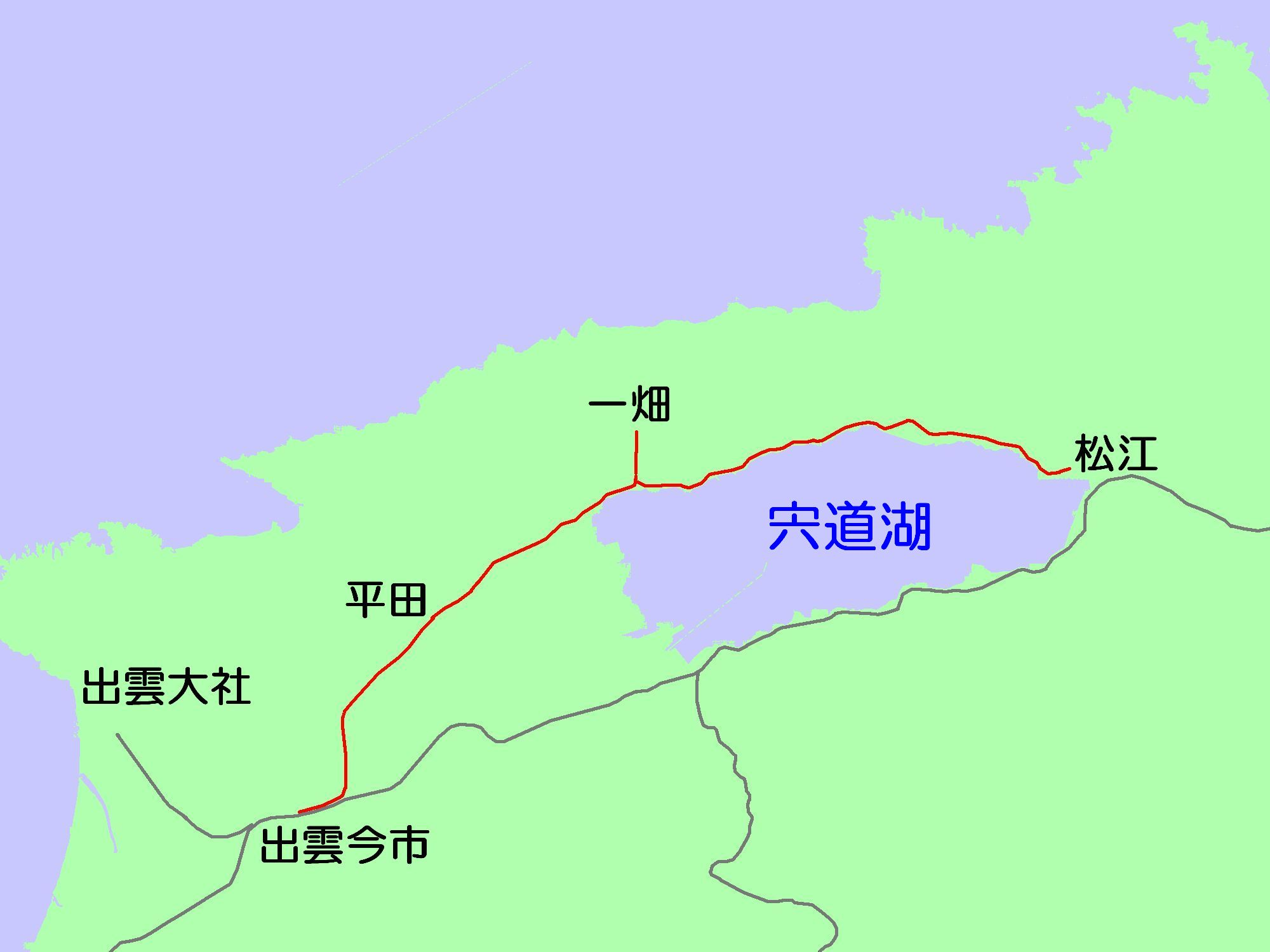
1928年一畑口至松江之間通車後的路線圖
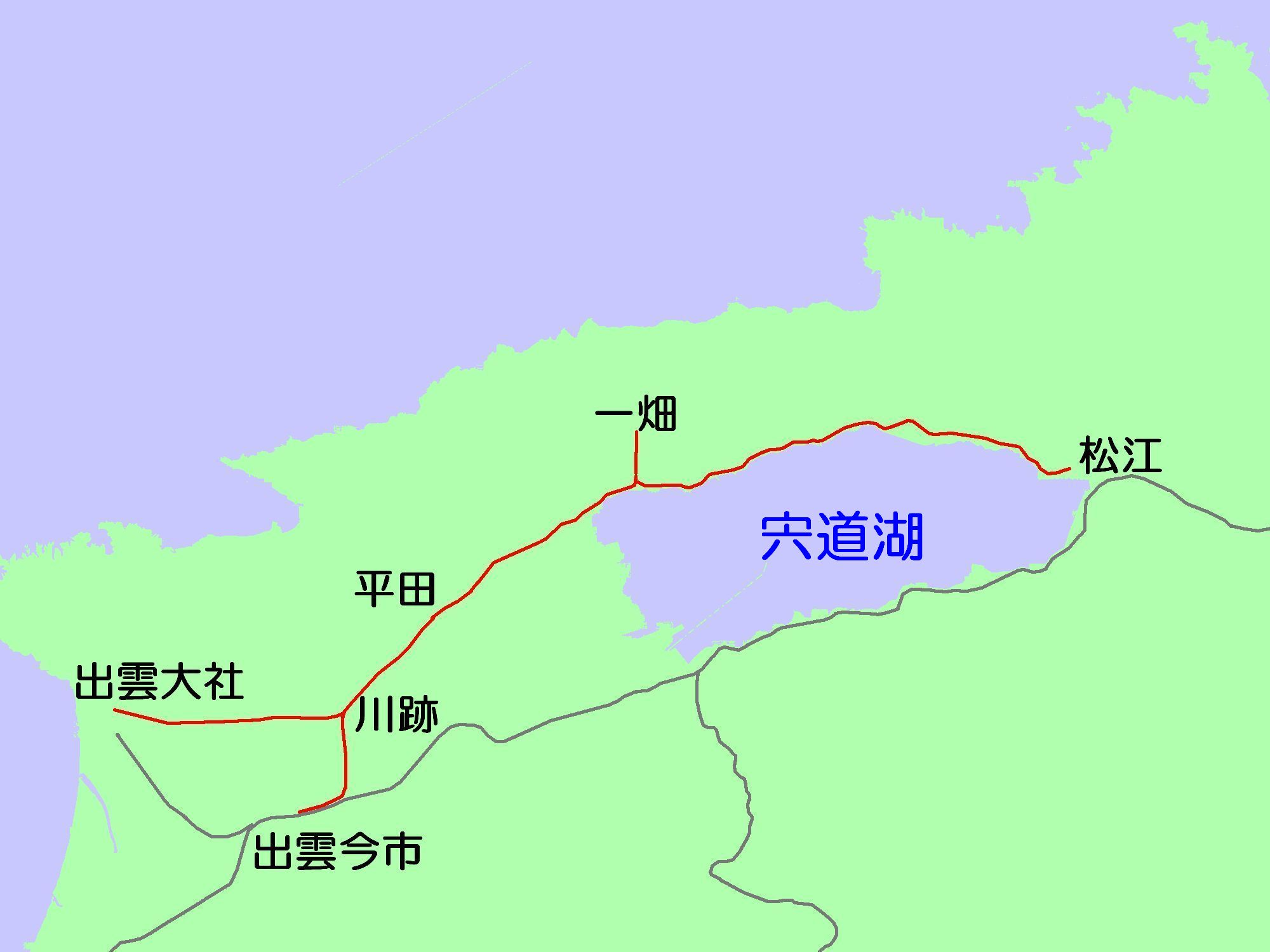
1930年大社線通車後的路線圖
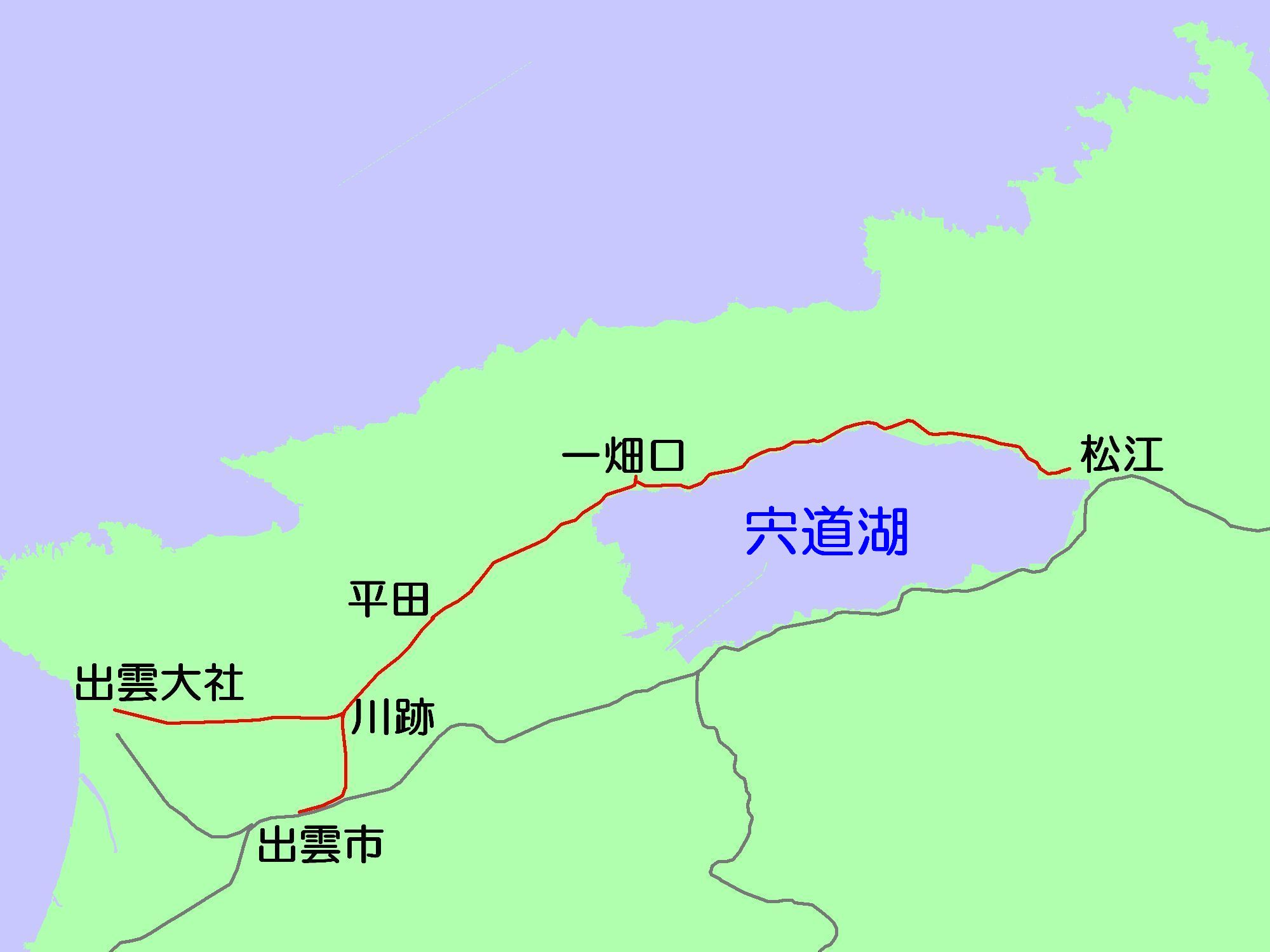
1960年一畑口至一畑路段廢除後的路線圖

1954年一畑電氣鐵道先後買下出雲鐵道的立久惠線和島根鐵道的廣瀨線，其中的立久惠線的列車可經由出雲今市車站直接與北松江線和大社線相連直接運行。
1958年一畑電氣鐵道成立一畑百貨店並開始在松江市內營業，由於一畑百貨店也計畫在出雲市開店，因此在出雲市車站旁新建一畑電氣鐵道自己的車站站舍，1964年一畑電氣鐵道自出雲市車站內分出，設立自己的電鐵出雲市車站，同時在車站站舍內開設一畑百貨店出雲支店。
但另一方面，收購的廣瀨線和立久惠線仍持續虧損，廣瀨線先在1960年停駛，立久惠線則在1964年因豪雨沖毀路基後停駛，隔年更直接順勢廢線；而在戰爭期間被迫停駛的小境灘車站至一畑車站之間的路段也在1960年正式廢線。
1960年代開始，隨著汽車及公路運輸的普及，一畑電氣鐵道的營運狀況也開始陷入危機，至1972年時的累積虧損已達到五億日圓，此後只能依靠發展鐵路以外事業以及依賴各級地方政府的補助款維持鐵路的營運。
為方便取得周邊地方政府的補助，2005年一畑電氣鐵道決定將鐵路業務拆分設立為獨立的全資子公司一畑電車，以呈現更準確的獨立財務報告；一畑電車於2006年4月1日正式成立，此後所有鐵路業務都交由一畑電車負責。
2019年一畑電與台灣的臺灣鐵路管理局締結為友好鐵道，除互相交流外也期盼可以為彼此帶來觀光旅遊效益。

## 經營路線

一畑電車路網圖

現有路線
| 中文線名 | 日文線名 | 起點       | 終點           | 距離（公里） |
| -------- | -------- | ---------- | -------------- | ------------ |
| 北松江線 |          | 電鐵出雲市 | 松江宍道湖溫泉 | 33.9         |
| 大社線   |          | 川跡       | 出雲大社前     | 8.3          |

已停駛路線或路段：
| 路線名               | 起點       | 終點         | 距離（公里） |
| -------------------- | ---------- | ------------ | ------------ |
| 廣瀨線               | 荒島車站   | 出雲廣瀨車站 | 8.3          |
| 立久惠線             | 出雲市車站 | 出雲須佐車站 | 18.7         |
| 北松江線（部分路段） | 一畑口     | 一畑         | 3.3          |

## 使用車輛
2025年1月13日，一畑電氣鐵道5000系電聯車中的5010號及5110號列車因車廂老化而停止運轉。2025年3月9日，畑電舉行新型電車一畑電車8000系電聯車的首發典禮。

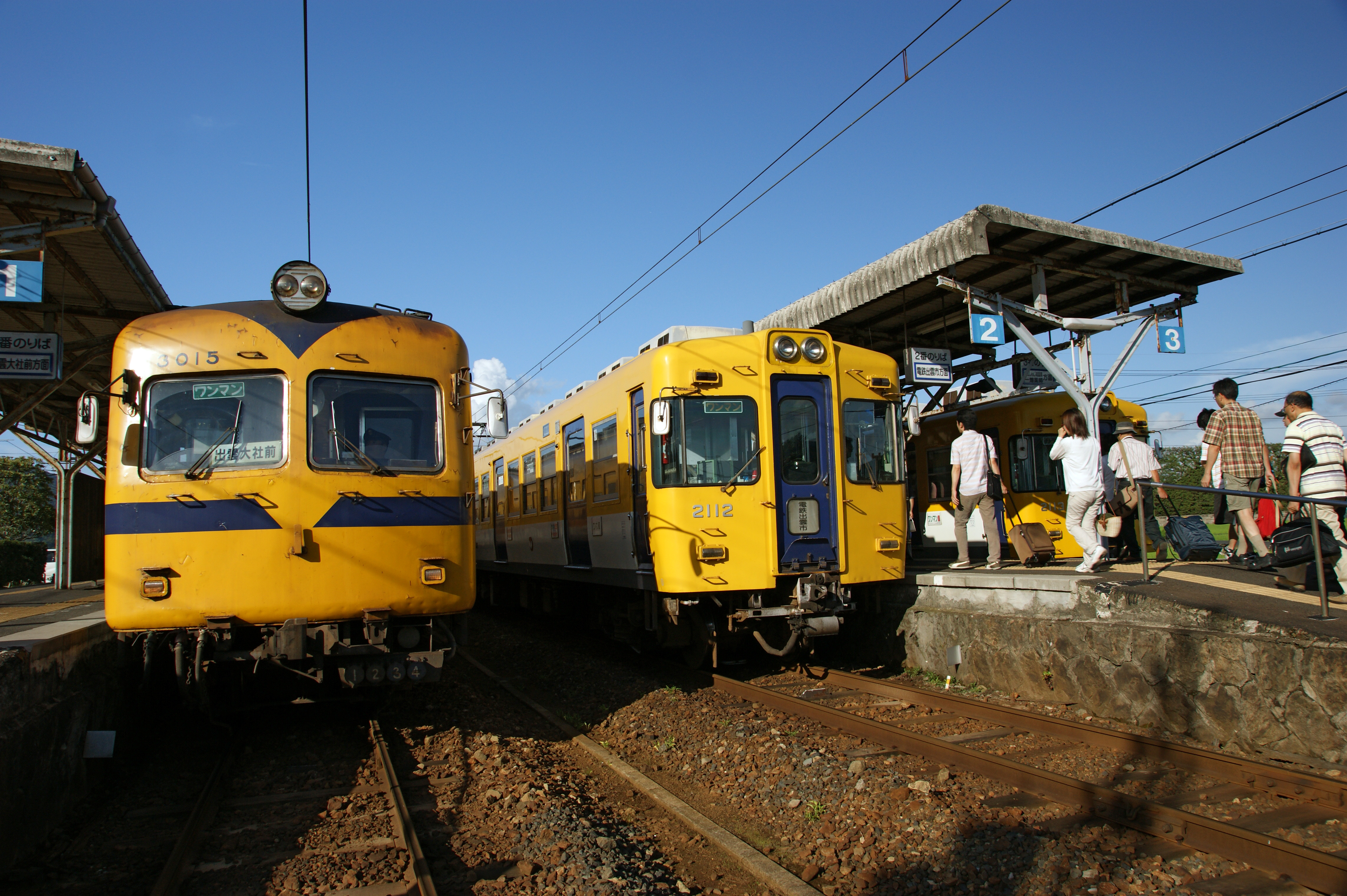
停靠在川跡車站內的一畑電氣鐵道3000系（日语：一畑電気鉄道3000系電車）（左）與2100系（日语：一畑電気鉄道2100系電車）（右）車輛。
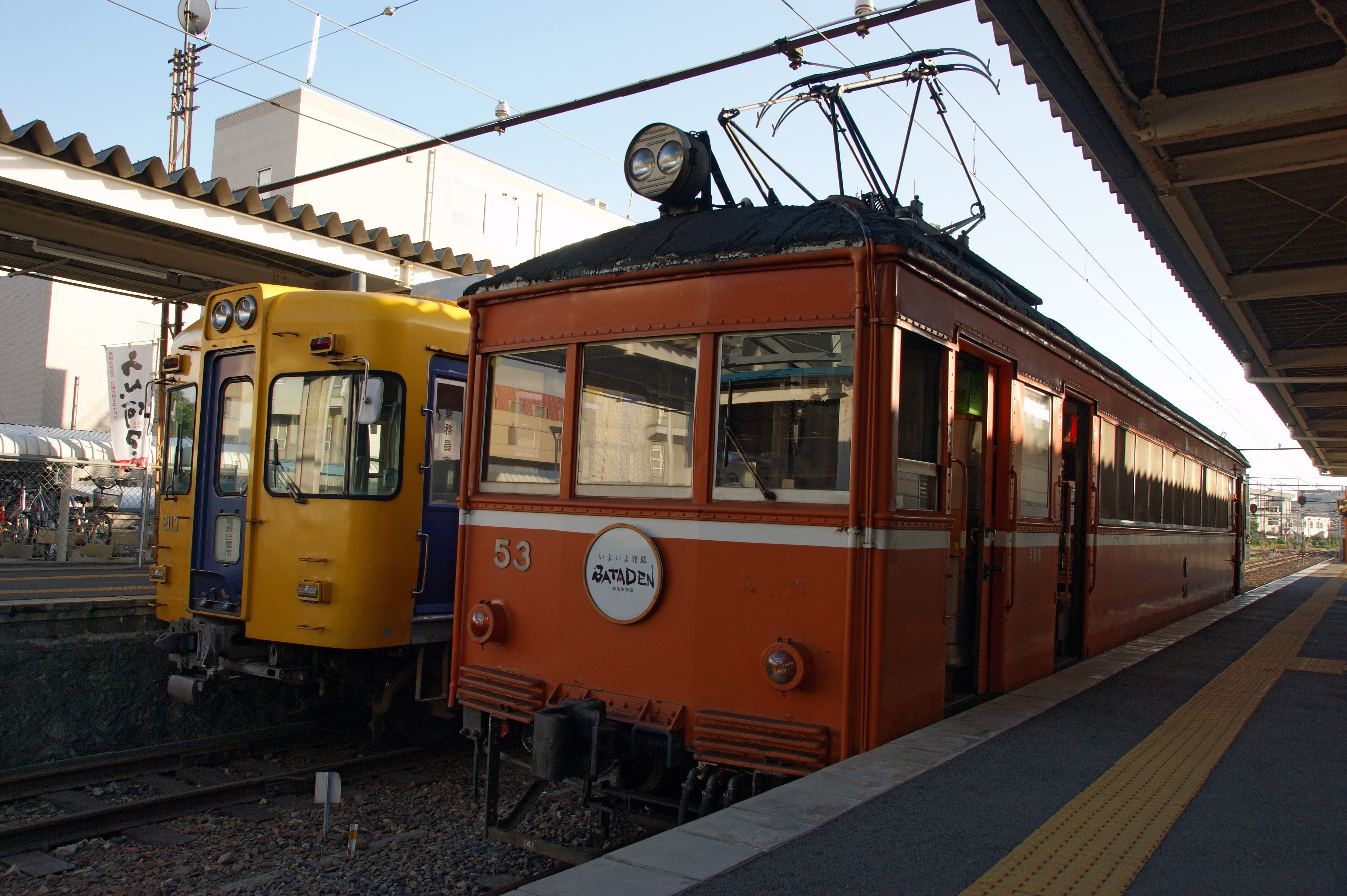
停靠在松江宍道湖溫泉車站內的DeHaNi 50型（日语：一畑電気鉄道デハニ50形電車），是電影《49歲的電車夢》中主要登場的車款，在照片拍攝的2008年當時車頭上還懸掛著寫有「BATADEN」（該片正式上映之前的暫名）字樣的頭牌。

## 外部連結
- （日語） 一畑電車的Facebook專頁